# Lijst van golfbanen in Swaziland

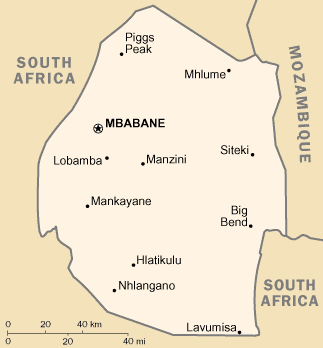
Kaart van Swaziland

Deze lijst van golfbanen in Swaziland geeft een overzicht van golfbanen die gevestigd zijn in Swaziland.
Swaziland werd pas in 1968 onafhankelijk en de "Swaziland Golf Union" werd pas opgericht in begin de jaren 1970. In het land zijn er tien golfbanen aanwezig waarvan slechts twee 18 holesbanen.

## Banen
9-holes
- Bulembu Golf Club, Bulembu
- Mananga Country Club, Tshaneni
- Manzini Golf Club, Manzini
- Mbabane Golf Club, Mbabane
- Nhlangano Golf Club, Nhlangano
- Simunye Country Club, Simunye
- Ubombo Country Club, Big Bend
- Usuthu Golf Club, Mhlambanyatsi

18-holes
- Nkonyeni Golf Course, Sidvokodvo
- Royal Swazi Spa Country Club, Mbabane